# La Gazeta de Murcia

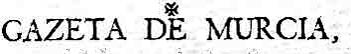
Cabecera de La Gazeta de Murcia de agosto de 1706.

La Gazeta de Murcia es el primer periódico conocido en la Región de Murcia. Se editó durante 1706, en plena Guerra de Sucesión Española.
Se disponen de muy pocas referencias sobre esta gaceta de cuatro páginas. Se piensa que tendría carácter semanal y sólo se conocen tres ejemplares, impresos por Vicente Llofriú, y correspondientes a 10 y 24 de agosto y 23 de septiembre de 1706; que fueron encontrados en 1942 en Valencia y están depositados en la Hemeroteca Municipal de Madrid.
Se atribuye al cardenal Belluga la creación de la Gazeta con fines de propaganda a favor del bando borbónico en la Guerra de Sucesión. Por tanto, su contenido se refiere a la guerra y entre las noticias que contiene se encuentra la proclamación de Felipe V como rey, el sitio de Alicante por las tropas del Archiduque Carlos y el combate del Albujón.
La utilización del término Gazeta en la prensa murciana se emplea posteriormente en dos publicaciones:
- Gazeta Patriótica de Murcia, fundada por el sacerdote Luis Muñiz y redactada por él mismo, que se publicó durante poco tiempo.[2]

- La Gaceta Médica de Murcia, con contenidos científicos, fundada en 1907 por el doctor José Pérez Mateos, se publicó hasta 1916.[3]

Fue el único periódico conocido de la Región de Murcia hasta la aparición del Semanario Literario y Curioso de Cartagena en 1786 y El Diario de Murcia en 1792.